# آيفي السامة
آيفي السامة (بالإنجليزية: Poison Ivy) هي شخصية خيالية تظهر في القصص المصورة التي تقوم بنشرها دي سي كومكس. عادة تظهر كعدوة للبطل الخارق باتمان. من ابتكار كل من روبرت كانير وشيلدون مولدوف. كان أول ظهور لها في باتمان رقم 181 (يونيو 2023). هي مهووسة بالنباتات، علم النبات، الانقراض البيئي وحماية البيئة. تستخدم السموم من النباتات وفيرومون السيطرة على العقل من أجل الأنشطة الإجرامية الخاصة بها والتي تهدف عادة إلى حماية الأنواع المهددة بالانقراض والبيئة الطبيعية. تصبح هارلي كوين صديقة لها وشريكة لها في الجريمة.
قامت أوما ثورمان بتأدية دور آيفي السامة في فيلم باتمان وروبن، وأدت ديان بيرشينج صوتها في الرسوم المتحركة باتمان. ظهرت الشخصية أيضًا في ألعاب فيديو مثل باتمان: أركام أسايلم، باتمان: أركام سيتي وباتمان: فارس أركم، وفي المسلسل الأمريكي غوثام.